# Municipio de Grant (condado de Lincoln, Kansas)
El municipio de Grant (en inglés: Grant Township) es un municipio ubicado en el condado de Lincoln en el estado estadounidense de Kansas. En el año 2010 tenía una población de 71 habitantes y una densidad poblacional de 0,76 personas por km².

## Geografía
El municipio de Grant se encuentra ubicado en las coordenadas 39°4′54″N 98°20′3″O / 39.08167, -98.33417. Según la Oficina del Censo de los Estados Unidos, el municipio tiene una superficie total de 94 km², de la cual 93,97 km² corresponden a tierra firme y (0,03 %) 0,03 km² es agua.

## Demografía
Según el censo de 2010, había 71 personas residiendo en el municipio de Grant. La densidad de población era de 0,76 hab./km². De los 71 habitantes, el municipio de Grant estaba compuesto por el 98,59 % blancos, el 1,41 % eran de otras razas. Del total de la población el 1,41 % eran hispanos o latinos de cualquier raza.